# شهرک انباری هامبورگ
شهرک انباری هامبورگ یا اسپایشرشتات (به آلمانی: Speicherstadt)، منطقه‌ای در شهر هامبورگ، واقع در کرانه رودخانهٔ البه است. در این منطقه مجموعه‌ای از انبارهای به‌هم پیوسته قرار دارد که در نوع خود بزرگ‌ترین شهرک انباری در سطح جهان است. منطقه انباری هامبورگ از سوی یونسکو، میراث جهانی شناخته شده و از نمادهای شهر هامبورگ به‌شمار می‌رود.

## میراث جهانی

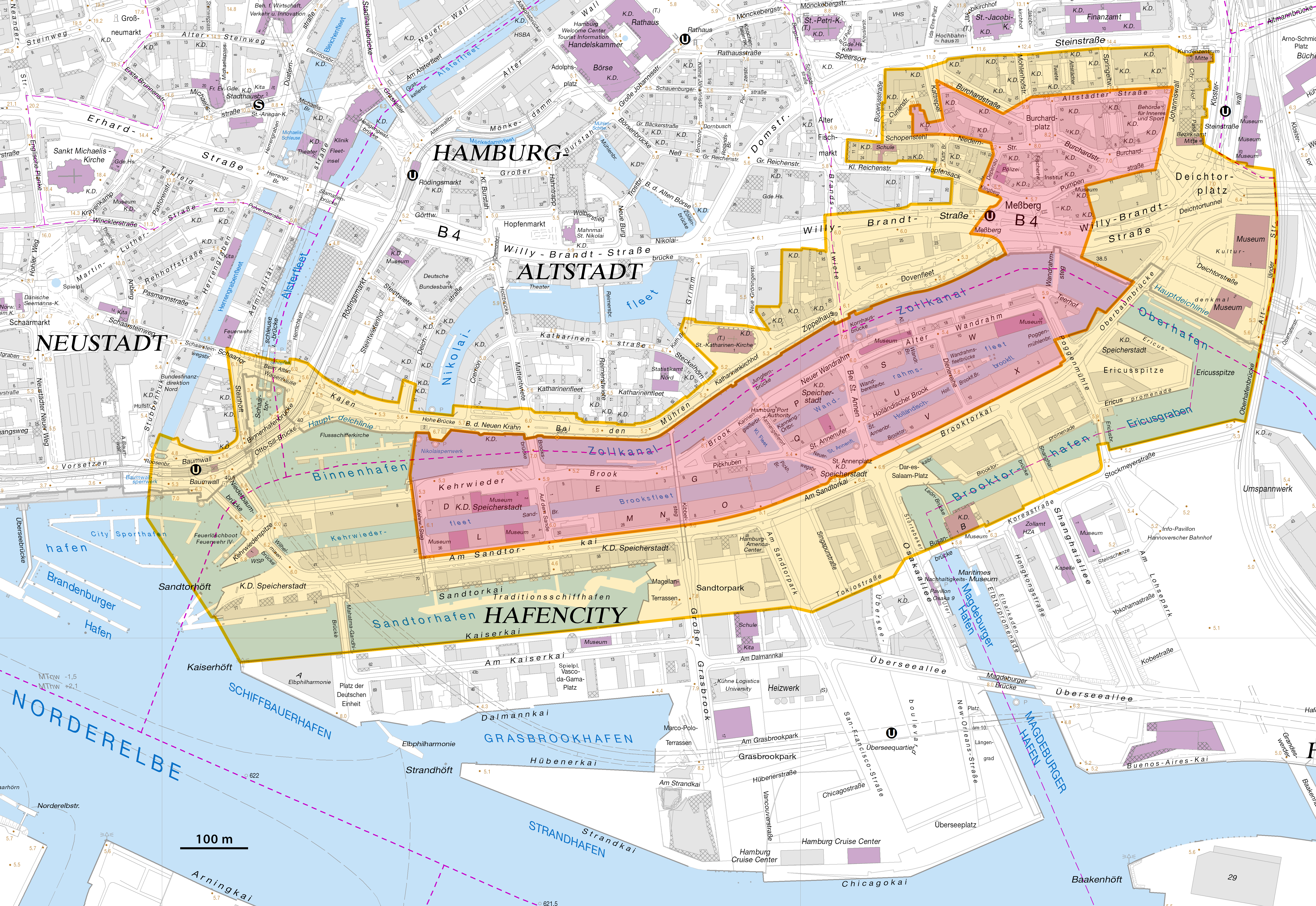
نقشه منطقه میراث جهانی (قرمز) و منطقه میانگیر (نارنجی)

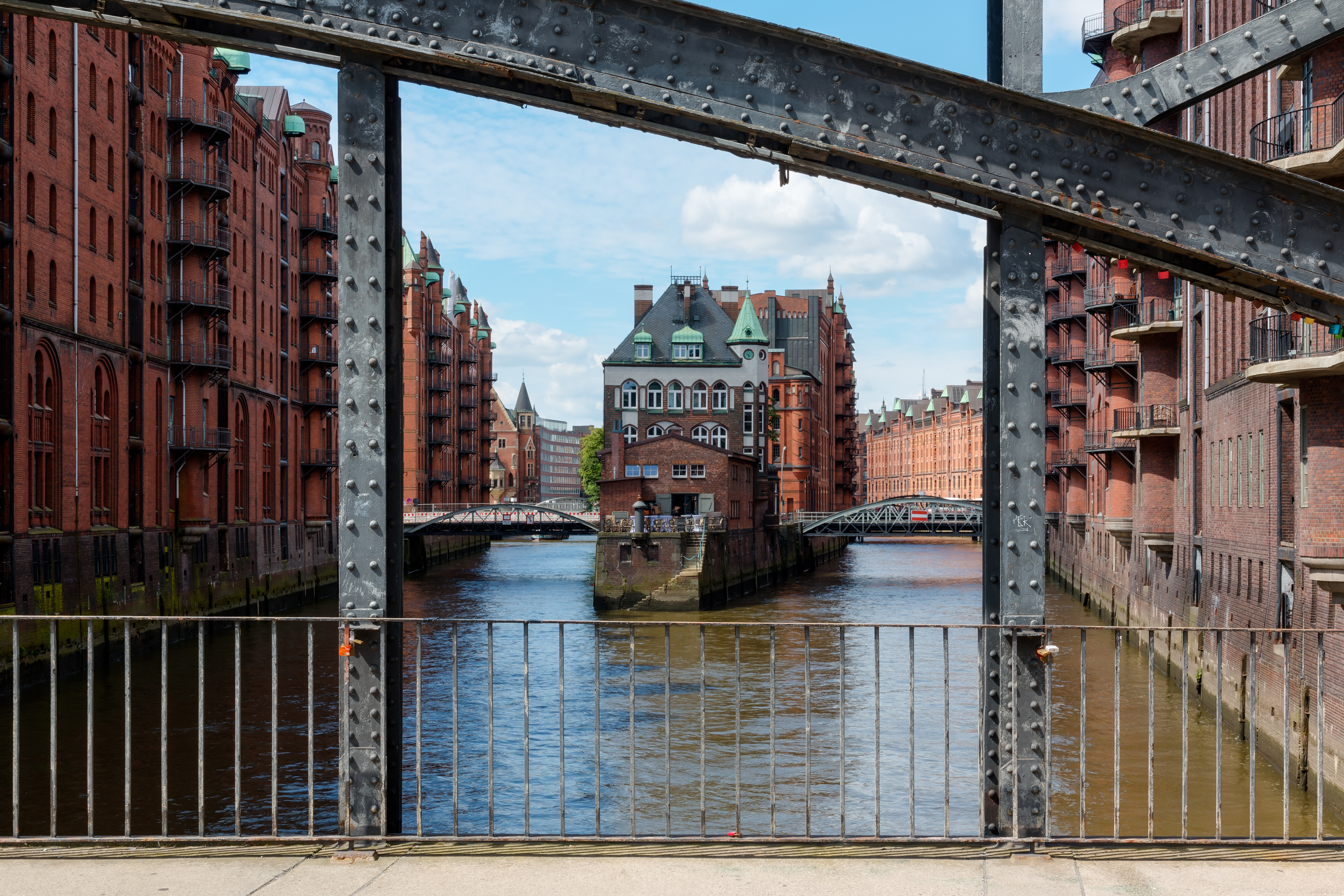
نگاره‌ای از ساختمان مشهور به قلعهٔ آبی (de) که مابین پُل پوگن‌مولن واقع شده است. این سازه در بلوک W اسپایشرشتات واقع شده است.

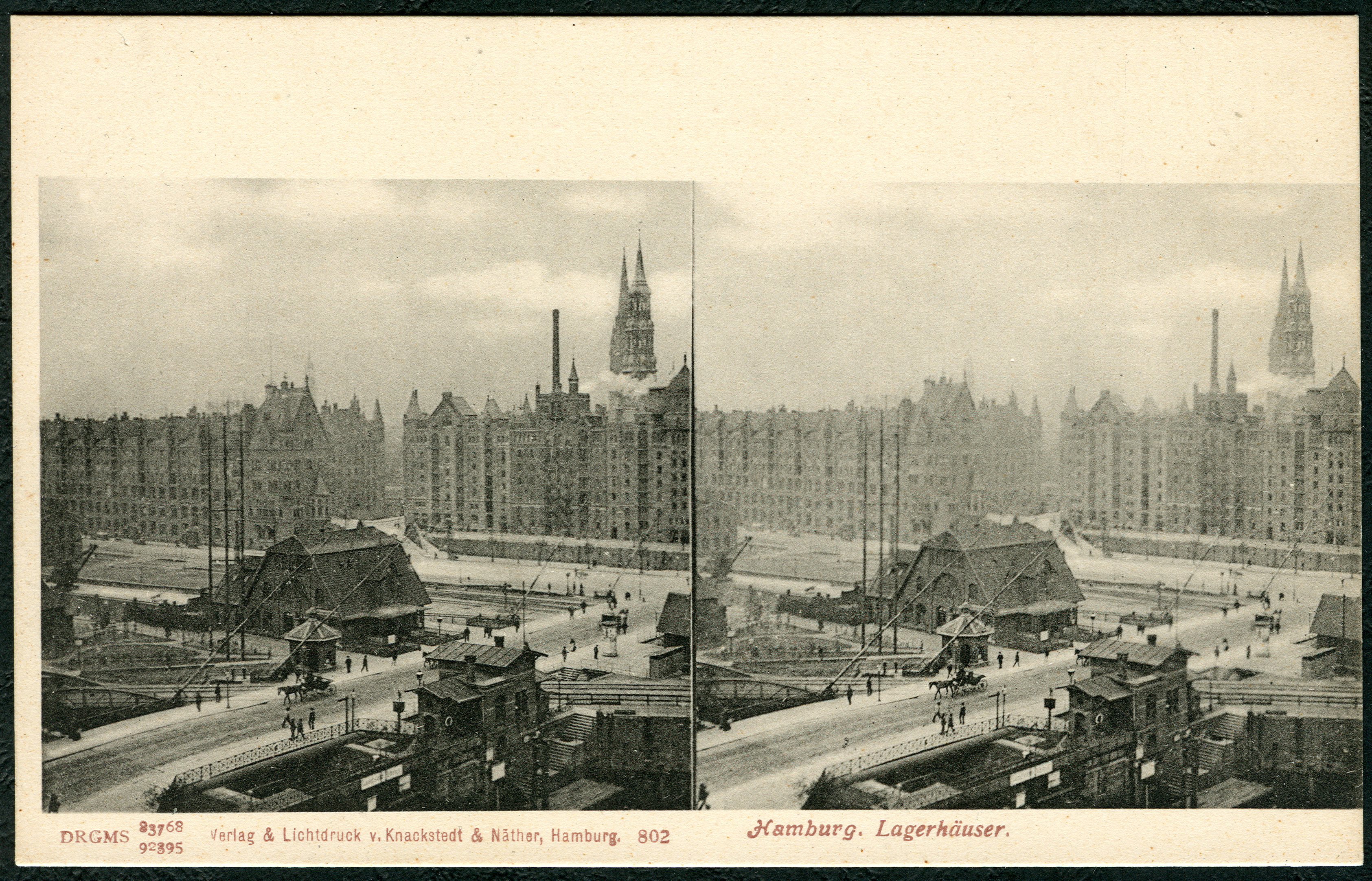
انبارهای هامبورگ در حدود ۱۹۰۰;برجسته بینی شماره ۸۰۲ به‌دست کناک‌اشتات و نتار

در ۵ ژوئیه ۲۰۱۵، در سی و نهمین نشست کمیته میراث جهانی یونسکو در بن، منطقه شهرک انباری و ساختمان‌های اداری با خانه شیلی در فهرست سایت‌های میراث جهانی قرار گرفتند.